# Tag der Verteidiger und Verteidigerinnen der Ukraine

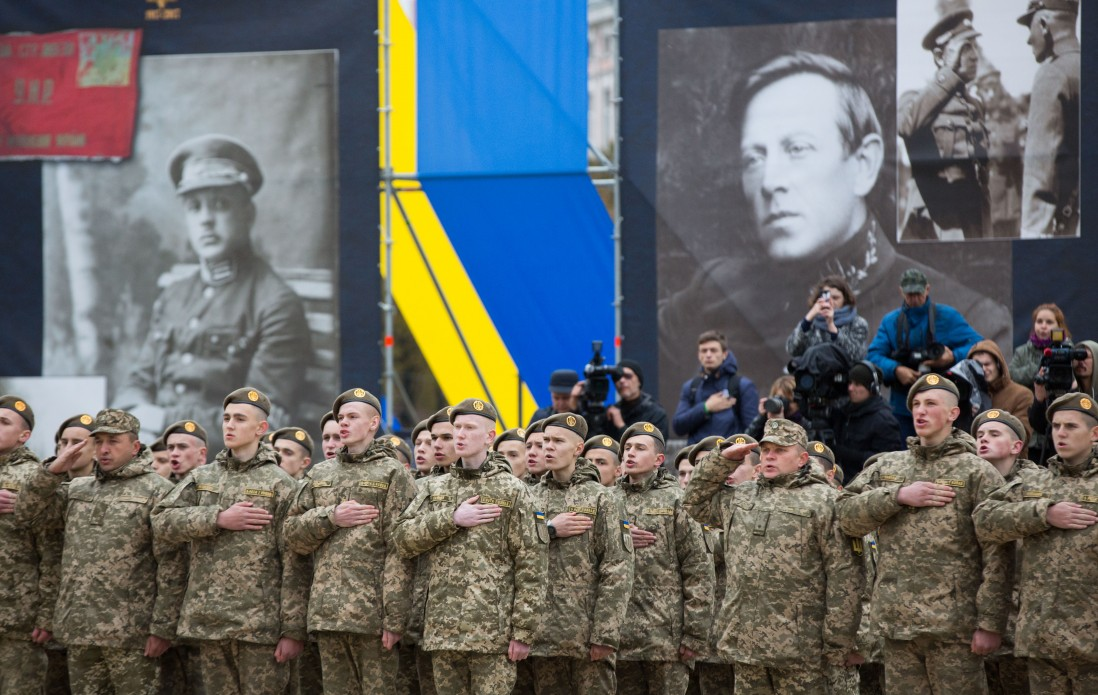
Feierlichkeiten mit Foto von Symon Petljura (2017)

Der Tag der Verteidiger und der Verteidigerinnen der Ukraine (ukrainisch День захисників і захисниць України; bis 2020 День захисника України „Tag des Verteidigers der Ukraine“) ist ein Feiertag in der Ukraine, der jährlich am 1. Oktober gefeiert wird. Der Feiertag ehrt Veteranen und gefallene Angehörige der ukrainischen Streitkräfte. Die erste Feier fand 2015 statt (aber bis 2022 wurde sie am 14. Oktober gefeiert).
Der Feiertag wird seit 2015 jeweils am 14. Oktober begangen und hat den sowjetischen Tag des Verteidigers des Vaterlandes ersetzt.